# Marche mondiale des femmes
 (décembre 2022).
 (décembre 2022).
Pour les articles homonymes, voir Marche des femmes.

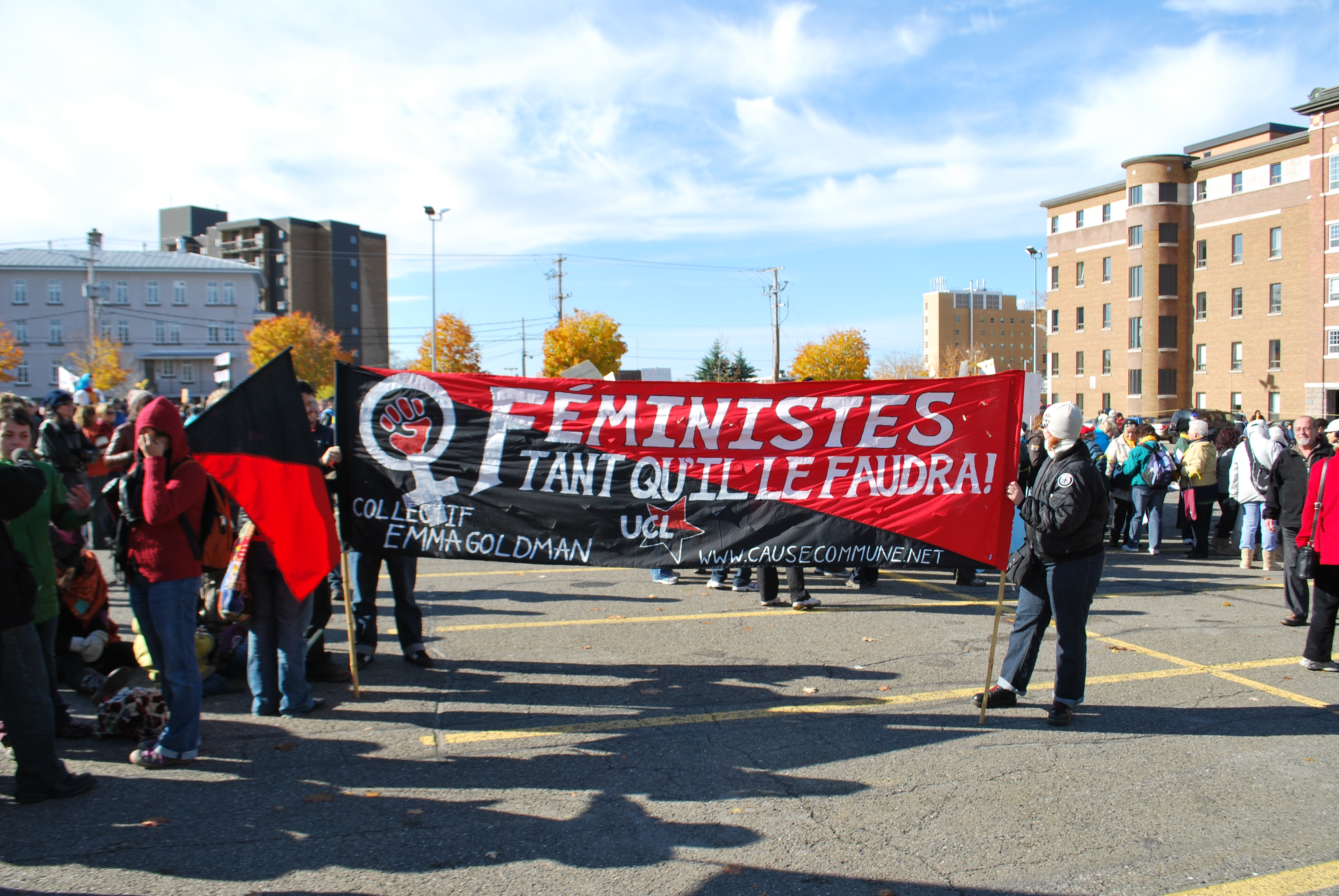
Groupes féministes à la Marche mondiale des femmes de Rimouski (2010).

La Marche mondiale des femmes (MMF) est un mouvement d'action international et féministe réunissant des groupes  et organisations de base qui œuvrent à a l'élimination des origines de la pauvreté et des violences faites aux femmes. La Marche mondiale des femmes (MMF) est un mouvement autonome, multi-culturel, multi-ethnique, pluraliste et indépendant  Lancée par la Fédération des femmes du Québec qui organise en pratique la « Marche mondiale des femmes contre la pauvreté et la violence faite aux Femmes ». Le mouvement a reçu l'adhésion et la participation de 6 000 groupes de 161 pays différents.    
La « Marche mondiale des femmes » s'est transformée en une plateforme d'associations qui rédigent des propositions et formulent des revendications. Des porte-paroles de la marche mondiale participent à différents forums sociaux ou à d'autres initiatives du mouvement altermondialiste.

## Historique
L'idée d'une marche mondiale vient de l'exemple donné par la marche des femmes contre la pauvreté (du pain et des roses) qui a lieu en 1995 au Québec. Quelque 850 femmes marchent pendant dix jours, pour neuf revendications à caractère économique. La fin de la marche rassemble 15 000 personnes. 
Le forum des ONG de Pékin, à la suite de la quatrième Conférence mondiale sur les femmes, organisée à Pékin en 1995, conforte l'idée d'organiser une marche réunissant des femmes de tous les pays. Diverses organisations se réunissent en 1998 pour concrétiser le projet : « la marche mondiale des femmes contre la pauvreté et la violence faite aux femmes » qui aura lieu en 2000.
Par la suite, d'autres initiatives se développent :
- Différents anniversaires ou rappels de la marche, tous les 8 mars suivants, lors des journées internationales des droits des femmes.
- Initiative d'une Charte mondiale des femmes pour l'humanité, finalisée le 10 décembre 2004 à Kigali (Rwanda)[5] lors de la 5e rencontre internationale de la Marche mondiale des femmes (MMF).

- Participation à des forums sociaux mondiaux : ///  2005, 2006.
- La marche mondiale de 2005 : partie le 8 mars de São Paulo (Brésil), la marche arrive le 17 octobre à Ouagadougou au Burkina Faso. Des centaines de femmes, venues de 31 pays du monde entier y participent.

- Un plan d’action politique de la MMF pour la période 2007-2010 est adopté lors de la 6e Rencontre internationale de la MMF en juillet 2006 à Lima (Pérou) et finalisé par le Comité International en décembre 2006. Les domaines abordés concernent : le bien commun et l'accès aux ressources, le travail des femmes, la violence envers les femmes, la paix et la démilitarisation.

Le fonds d’archives de la Marche mondiale des femmes (P989) est conservé au centre BAnQ Vieux-Montréal de Bibliothèque et Archives nationales du Québec.

### La marche mondiale des femmes contre la pauvreté et les violences faites aux femmes
La coordination mondiale de la marche, située au Canada, regroupe des coordinations nationales ou continentales (selon les cas) qui regroupent elles-mêmes des groupes participants.
Organisée en 2000, cette marche débute le 8 mars, journée internationale du droit des femmes, pour se terminer le 17 octobre, journée internationale pour l'élimination de la pauvreté (décrétée par l'ONU).
En octobre, plusieurs manifestations continentales viennent couronner la fin de la marche : Bruxelles, Bombay, Québec...
À New York, le 17 octobre, après la marche finale dans la ville avec des participantes, une délégation remet à des représentants de l'ONU les signatures d'une pétition internationale ainsi qu'un ensemble de propositions à mettre en œuvre pour aider à supprimer les problèmes de pauvreté et de violence.

## Revendications et propositions de la marche mondiale (2000)

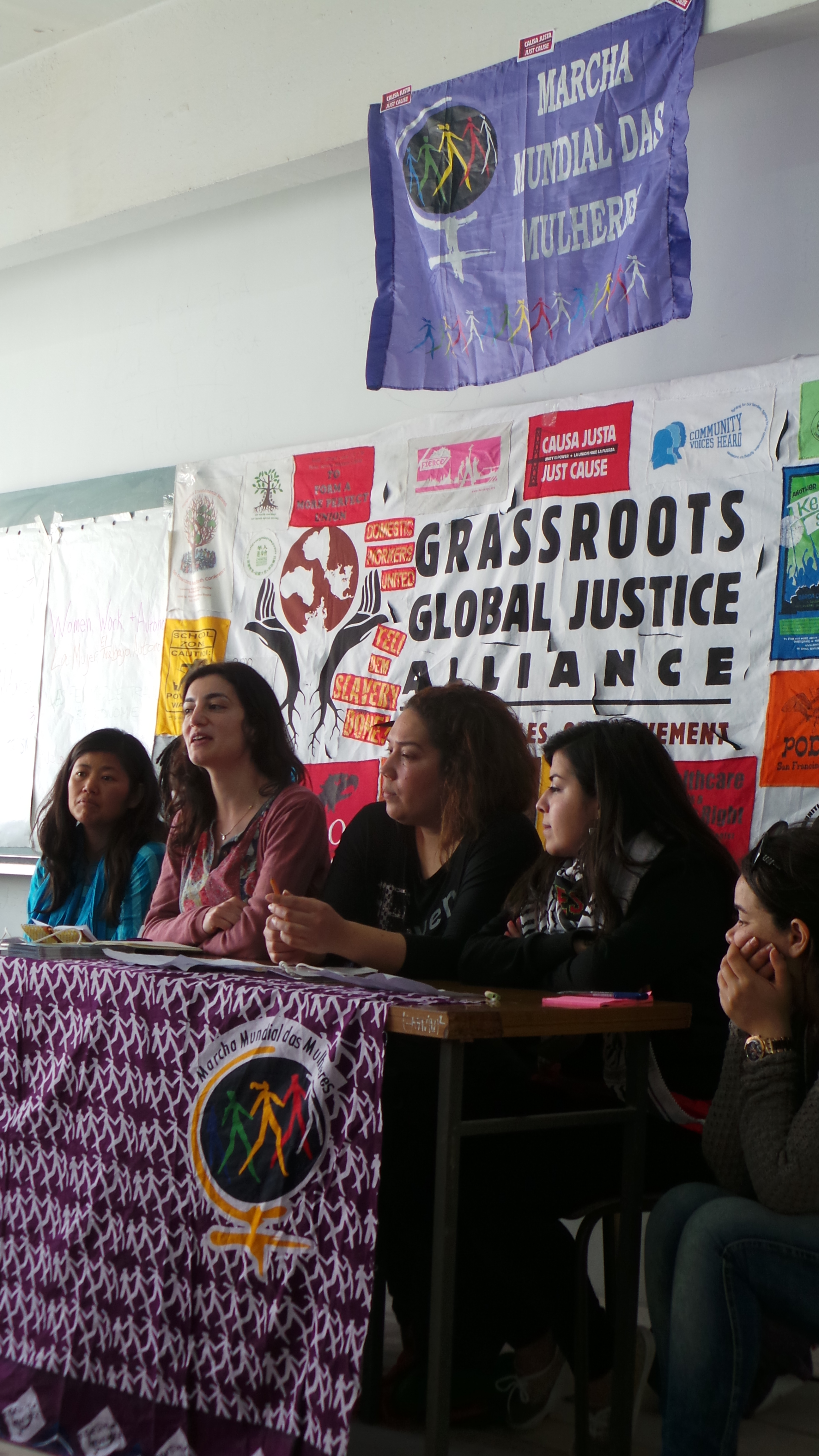
Marche Mondiale des Femmes FSM2015 Tunis.

### Revendications mondiales
Les revendications mondiales sont présentées en deux volets : les propositions pour éliminer la pauvreté, et les propositions pour éliminer les violences faites aux femmes. Quelques propositions pour éliminer la pauvreté peuvent être apparentées aux revendications altermondialistes. La Marche mondiale des femmes a cependant formulé très précisément ses revendications féministes. 

### Proposition: éliminer la pauvreté
Six propositions sont présentées, dont voici un bref aperçu : 
1. Stratégies nationales pour l'élimination de la pauvreté, l'accès aux ressources (eau...).
2. Application de mesures : taxe Tobin, investissement de 0,7 % du produit national brut (PNB) des pays riches dans l'aide aux pays en voie de développement.
3. Annulation de la dette des pays du tiers monde.
4. Formule 20/20 entre pays donateurs et pays récepteurs de l'aide internationale (c’est-à-dire 20 % de l'argent versé par les pays donateurs doit être affecté au développement social et 20 % des dépenses de l'État qui reçoit des dons doit être consacré aux programmes sociaux).
5. Organisation politique mondiale, avec une parité entre pays pauvres et pays riches, ainsi qu'une représentativité paritaire entre les femmes et les hommes.
6. Levée des embargos des pays riches sur plusieurs pays dont les principales victimes sont des femmes et des enfants.

### Proposition: éliminer les violences faites aux femmes
Onze propositions sont présentées : 
1. Que tout gouvernement se réclamant des droits humains condamne tout pouvoir politique, religieux, économique ou culturel exerçant un contrôle sur la vie des femmes ou des jeunes filles.
2. Toutes les formes de violences à l'égard des femmes sont des violations des droits humains fondamentaux et ne peuvent être justifiées par aucune coutume, religion, pratique culturelle ou pouvoir politique.
3. Que les États mettent en œuvre des plans d'actions efficaces assortis des ressources financières et des moyens adéquats pour mettre fin aux violences faites aux femmes.
4. Que l'ONU exerce des pressions pour que tous les États ratifient sans réserve et appliquent les conventions et les pactes relatifs aux droits des femmes et des enfants notamment :  le Pacte international relatif aux droits civils et politiques, la Convention sur l'élimination de toutes les formes de discrimination à l'égard des femmes, la Convention des droits de l'enfant, la  Convention internationale pour l'élimination de toutes les formes de discrimination raciale et la Convention sur la protection des droits de tous les travailleurs migrants.
5. Que l'on mette rapidement en œuvre des protocoles et des mécanismes concrets pour appliquer ces propositions et leur donner une valeur coercitive : 
  1. La Convention sur l'élimination de toutes les formes de discrimination à l'égard des femmes. 
  2. La Convention relative aux droits de l'enfant.
6. Que la Convention de 1949 pour la répression et l'abolition de la traite des êtres humains et de l'exploitation de la prostitution d'autrui  soit assortie d'un mécanisme d'application.
7. Que les États reconnaissent la juridiction de la Cour pénale internationale et ses dispositions selon lesquelles, notamment, les viols et les agressions sexuelles constituent des crimes de guerre et des crimes contre l'Humanité.
8. Que les États mettent en œuvre des politiques de désarmement et ratifient la convention contre les mines antipersonnel[8], que l'ONU mette un terme à toutes formes d'interventions, agressions ou occupations militaires.
9. Que les États adoptent le droit d'asile pour les femmes victimes de discriminations, persécutions sexistes et/ou de violences sexuelles.
10. Que l'orientation sexuelle ne doive priver personne du plein exercice des droits prévus dans les instruments internationaux.
11. Que les États adoptent le droit d'asile pour les personnes victimes de discrimination et de persécution en raison de leur orientation sexuelle.

### Revendications spécifiques
Dans chaque pays, les groupes ont élaboré des propositions de mesures à présenter à leurs gouvernements, adaptée à la législation concernée. Dans certains pays, une campagne de pétitions nationales a eu lieu.

## Citation
Phrase de conclusion de la Charte mondiale des femmes pour l'humanité : 
« Par cette charte mondiale des femmes pour l'humanité et par les actions à venir, nous réaffirmons qu'un autre monde est possible, un monde rempli d'espoir, de vie, où il fait bon vivre et nous déclarons notre amour à ce monde, à sa diversité et à sa beauté. »